# Варсер
Варсер (вірм. Վարսեր) — село в марзі Гегаркунік, на сході Вірменії. Село лежить на лівому березі річки Раздан на залізничній гілці Раздан — Сотк. Варсер лежить поруч із західною межею міста Севан. Село вперше згадувалося у IX столітті Ашотом II.